# JimJam
A JimJam 2006-ban, Olaszországban indult gyerektévé. Műsora Romániában, Lengyelországban, Csehországban, Szlovákiában, Magyarországon, Hollandiában, Belgiumban, Portugáliában, Ausztriában, Izraelben, Svájcban, a Dél-afrikai Köztársaságban, Thaiföldön, az arab államokban, Oroszországban, Ukrajnában, Olaszországban és Franciaországban fogható.
2016. július 5-én szélesvásznú adásra váltott.
2017 óta az AMC Networks International - Central and Northern Europe a JimJam tulajdonosa. Korábban az AMC Networks International - UK volt a tulajdonos.
2018. augusztus 1-jén a JimJam arculatot váltott, a logója élénkebb színű és letisztult, modern vonalvezetésű lett. A JimJam ezenkívül új kabalákat is kapott, név szerint Jim és Jam. Az arculatot a londoni Wiedemann Lampe kreatív ügynökség tervezte.
2020. január 1-jén elindult a csatorna önálló magyar feedje, a megszűnt Megamax helyén, így a magyar változat kivált az európai adásból.

A csatorna hangja Zsigmond Tamara. Korábban Kiss Erika töltötte be ezt a szerepet. A csatorna reklámidejét az RTL Saleshouse értékesíti.

A csatorna korábbi logója (2006-2018)

## Sorozatok
A csatorna nagyon sok, kisgyerekeknek szóló, főleg a Minimaxról lekerült sorozatait vetít, de újdonságok is műsorra kerülnek.

### Jelenlegi sorozatok
- Agi Bagi
- A hármasikrek
- A hatalmas dzsungel
- Angelina, a balerina
- Apró állatmesék
- Bing (televíziós sorozat)
- Bob, a mester (2002. június 22. - 2015. december 19.)
- Bogyó és Babóca (film) (2020)
- Boj
- Bori
- Chaplin
- Chirp
- Clay Play
- Clifford kölyökkutya naps (2004. június 5. - 2007. február 17.)
- Connie, a boci (2004. június 5. - 2008. szeptember 13.)
- Daisy és Ollie
- Doodleboo
- Dot (2017. május 13. - 2018. április 21.)
- Dougie jelmezben
- Én kicsi pónim – Varázslatos barátság
- Franklin (2000. június 10. - 2007. február 17.)
- Gazoon
- Gyurmajátékok
- Henry kerti meséi (2004. június 5. - 2006. június 24.)
- Hip-hip hurrá
- Irány Dínóföld!
- Irány Okido!
- Játékidő
- Joe és Jack
- Kit és Kate
- Koncertino
- Már ezt is tudod
- Mesék a dzsungelből
- Mesék a dzsungelből – Felfedezők
- Minden, ami Olimpia
- Noksu
- Nouky, Paco és Lola
- Oto és a zene
- Pingu
- Pöttöm bolygók
- Rejtélyek Tesz-Vesz városban
- Ruff Ruff, Tweet és Dave
- Sam, a tűzoltó
- Suzy állatkertje
- Találd ki, mennyire szeretlek!
- Teletubbies (1998. július 25. - 2006. június 24.)
- Tesz-Vesz város (1996. október 19. - 2007. december 29.)
- Thomas, a gőzmozdony
- Tork
- Transformers Mentő Botok
- VilágegyeTEm
- Wussywat
- Yaya és Zouk (2017. május 27. - 2018. március 10.)

### Dokumentumfilmek a JimJam plusz-on
- Tudomány a vadonban
- Pénztár kalandok
- A mi világháborúnk
- Kinn az orosz vadonban
- Európa története
- Napóleon: Az egyiptomi hadjárat
- Sziklamászók
- Legendás fogások
- Nagy Brit várak titkai
- Az Atomkor titkai
- Állati rekordok
- Hogyan készült?
- Mitikus fenevadak
- Dollármilliomos Amerikai hercegnők
- A vadászat mesterei
- Dokumánia
- A számoktól a számítógépekig
- Az univerzum rejtélyei
- Az élet keletkezése
- A természet géniusza
- A világ legszigorúbb szülői
- A történelem törtetői
- Mítoszok nyomában
- Mit mondanak az állatok?
- Bradford – Az álmok városa
- Attenborough – 60 év a vadonban
- Szenvedélyek és mániák
- NOVA – Einstein napvilágra kerül
- Bepillantás a királyi udvarokba
- A matek története

### Korábbi sorozatok
- A bűvös kulcs
- A Jarmik
- Állati barátok
- Állati barátok: Víz alatti küldetés
- Állati családok
- Antony, a hangya
- A város hősei (Sugárzását az M2 vette át)
- Barney és barátai  (az egyetlen sorozat volt, ami a csatorna indulásától volt műsoron)
- Benjamin farmja
- Bojhosrét
- Dorothy a dinoszaurusz
- Erdei barátok
- Fedezzük fel együtt!
- Forma mesék
- Gombby Zöld-szigete
- Hubbák
- Hunyor-major (Sugárzását az M2 és a Minimax vette át)
- Igloo Goo
- Ismerd meg a tengert!
- Jakab kandúr kalandjai
- Kipper
- Lapka malac
- Majomparádé
- Mi a manó?
- Mio Mao
- Oswald
- Percy, a parkőr
- Rubbadubbers (2004. június 5. - 2006. szeptember 9.)
- Snapatoonik
- Wobbyland – A kalimpálók földje

### Filmek
- A Hókirálynő
- A két pöttöm
- A kincses sziget
- Anasztázia
- A Negyedik király
- A Notre Dame-i toronyőr
- A szépség és a szörnyeteg
- A Végtelen történet
- Boj különkiadás: Kalandtúra
- Camelot
- Dex Hamilton
- Dzsungel király
- Én kicsi pónim: A barátok mindig velünk vannak
- Én kicsi pónim: A hercegnő parádéja
- Én kicsi pónim: A kívánságcsillag
- Én kicsi pónim: A legszebb szülinap
- Én kicsi pónim: Elveszett szivárvány
- Én kicsi pónim: Felhőtánc
- Egyiptomi mesék
- Flipper és Lopaka
- Gulliver utazásai
- Gyuszi nyuszi kalandjai
- Heidi
- Herkules
- Hófehérke és a hét törpe
- Houdini
- Karácsonyi cincogás
- Katuri
- Koldus és királyfi
- Különleges karácsonyi küldemény
- LMek
- Noé bárkája
- Pocahontas
- Su-Ling legendája
- Tarkavidék hőse
- Tarzan kalandjai a dzsungelben
- Varázsvilág hercegnője
- Vudlik – A film